# Köln Hauptbahnhof

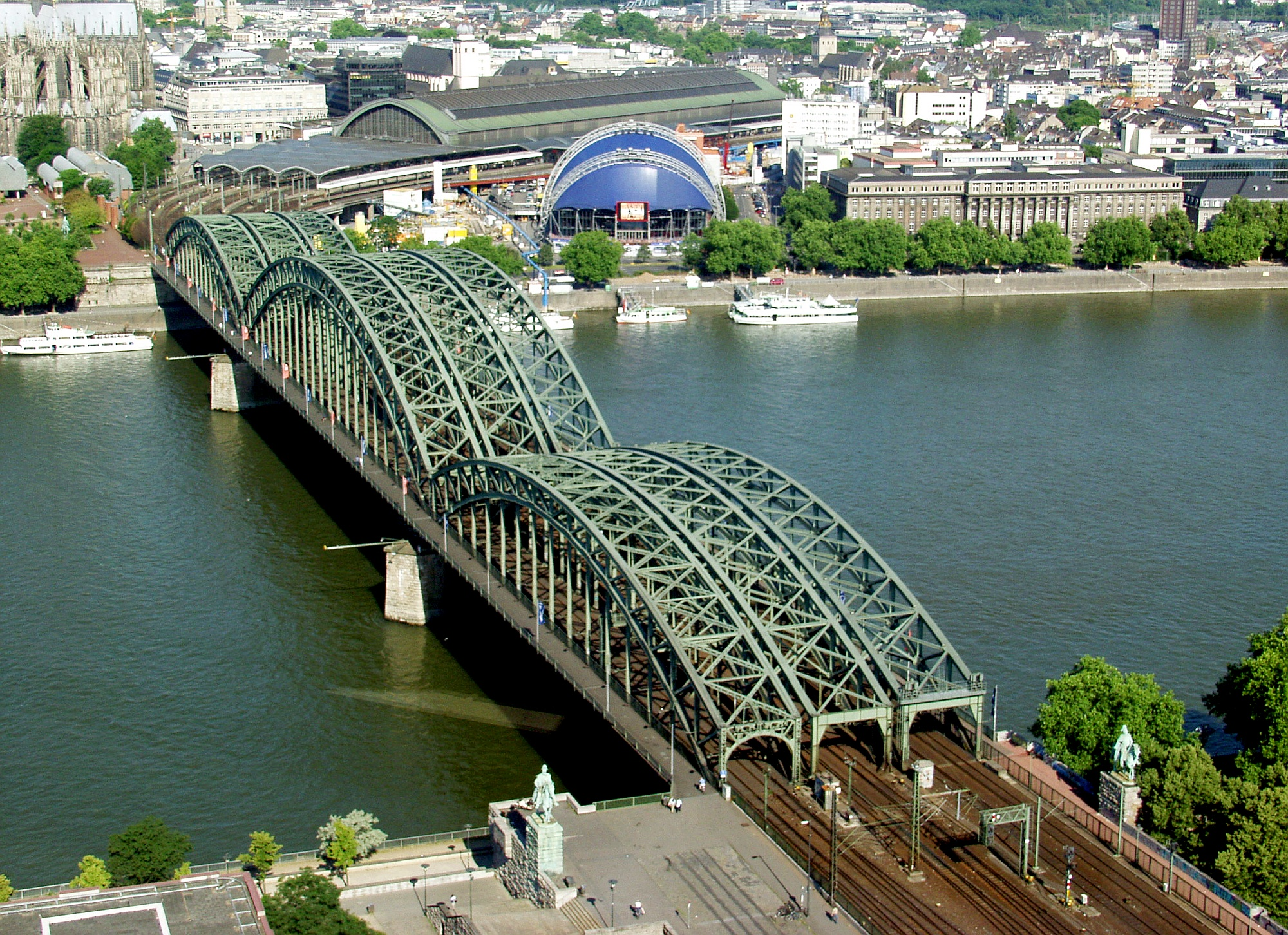
Hohenzollernbrücke și Köln Hauptbahnhof

Köln Hauptbahnhof este gara centrală din Köln. Cu un trafic zilnic de circa 280.000 de călători care urcă sau coboară în această stație este a cincea gară ca volum de pasageri din Germania, după Hamburg Hauptbahnhof, München Hauptbahnhof, Frankfurt (Main) Hauptbahnhof și Berlin Hauptbahnhof. Zilnic opresc aici circa 1.220 de trenuri. 
Clădirea aparține societății feroviare germane Deutsche Bahn.
Gara Köln este conectată la  rețeaua trenurilor de mare viteză ICE. Stația este deservită de asemenea de trenuri Thalys, pe relația Paris Nord.